# 부산시설공단 여자 핸드볼단
부산 시설공단 WHT(Busan Infrastructure Corporation Women's Handball Team)는 대한민국 부산광역시 기장군에 있는 핸드볼 선수단이다. 부산시설공단이 운영하는 여자 세미프로 핸드볼단이며, 1997년에 창단되었다.

## 참고 문헌
- “스포츠지원포털 등록 현황”. 대한체육회.